# Charlotte Vega
Charlotte Elizabeth Vega (ur. 10 lutego 1994 w Madrycie) – hiszpańsko-brytyjska aktorka i modelka.

## Filmografia

### Filmy
| Rok  | Tytuł                     | Rola             | Uwagi       |
| ---- | ------------------------- | ---------------- | ----------- |
| 2012 | REC 3: Geneza             | Dama de Honor 2  |             |
| 2013 | Los inocentes             | Eve              |             |
| 2013 | Another Me                | Monica Meldrum   |             |
| 2014 | The Misfits Club          | Valeria          |             |
| 2017 | Danielle                  | Danielle         | krótkometr. |
| 2017 | Księgarnia z marzeniami   | Kattie           |             |
| 2017 | Proyecto tiempo           | Eva (Joven)      |             |
| 2017 | The Lodgers. Przeklęci    | Rachel           |             |
| 2017 | American Assassin         | Katrina          |             |
| 2017 | Provenance                | Sophia           |             |
| 2018 | Kapela                    | Alicia           |             |
| 2020 | Mosquito State            | Lena del Alcázar |             |
| 2021 | Droga bez powrotu. Geneza | Jess Shaw        |             |
| 2022 | Burial                    | Brana Vasilyeva  |             |
| 2022 | Edén                      | Marina           |             |
| 2024 | Utopia                    | Alexis           |             |
| 2025 | Man with No Past          | Morgan           |             |

### Telewizja
| Rok       | Tytuł                     | Rola                  | Uwagi               |
| --------- | ------------------------- | --------------------- | ------------------- |
| 2013–2014 | Sekret                    | Rita Aranda           | telenowela; 53 odc. |
| 2014–2015 | The Refugees              | Sofía                 | 7 odc.              |
| 2015      | Velvet                    | Lucía Márquez         | 12 odc.             |
| 2016      | Lo que escondían sus ojos | Carmen Díez de Rivera | miniserial          |
| 2020      | Warrior Nun               | Zori                  | 4 odc.              |
| 2023      | Kim jest Erin Carter?     | Penelope Reyna        | miniserial, 6 odc.  |
| 2023      | The Castaways             | Amber Gordon          | 5 odc.              |